# Cuerpo y alma (película)
Cuerpo y alma es una película de 1947 dirigida por Robert Rossen. El film cuenta la historia de un boxeador que se ve implicado en un escándalo de un promotor corrupto. La película está protagonizada por John Garfield, Lilli Palmer, Hazel Brooks, Anne Revere y William Conrad.

## Argumento
El día después de un combate frustrado, el boxeador Charlie Davis es asaltado por los recuerdos de un tal "Ben". Amargado, va tras su madre y visitan a una cantante de cabaret. En el vestíbulo, todavía en estado de choc, intenta recobrar su ánimo y repasa su carrera.